# Kenneth Linn Franklin
Kenneth Linn Franklin (25 de março de 1923 - 18 de junho de 2007) foi um astrônomo americano e educador. Foi um dos principais cientistas no Planetário Hayden entre 1956 e 1984, e é um dos descobridores de ondas de rádio provenientes de Júpiter, a primeira detecção de sinais vindos de outros planetas.